# Rádio Renascença
Rádio Renascença (en portuguès, Ràdio Renaixença) és el nom d'una cadena de ràdio portuguesa per a públic catòlic. Es podria comparar a la COPE a Espanya. Fou creada a la dècada dels anys 1930 durant el règim d'Oliveira de Salazar, que d'igual manera que el franquisme, va instaurar un règim militar nacionalcatòlic. Fou fundada per Manuel Lopez da Cruz. L'any 1975 va ser ocupada per un grup de treballadors fins que al mes de desembre del mateix any es va retornar l'emissora a l'Església Catòlica qui n'és la propietària. El canal dedica la major part de la seva programació a la música, amb espais informatius regulars.